# Ciclismo nos Jogos Pan-Americanos de 2023 - Corrida em estrada feminina
A prova da corrida em estrada feminina do ciclismo nos Jogos Pan-Americanos de 2023 foi disputada em 29 de outubro de 2023 nas ruas de Santiago, com largada e chegada na Plaza de la Aviación, em Providencia. Um total de 37 ciclistas de 15 Comitês Olímpicos Nacionais (CON) participaram do evento.

## Calendário
Horário local (UTC−3).
| Data          | Hora | Fase  |
| ------------- | ---- | ----- |
| 29 de outubro | 9:00 | Final |

## Medalhistas
| Ouro   | USA Lauren Stephens      |
| Prata  | ECU Miryam Núñez         |
| Bronze | PAR Agua Marina Espínola |

## Resultados
As competidoras fazem uma largada coletiva e as que completaram o percurso de 105 quilômetros mais rapidamente definiram as medalhistas.
| Pos.              | Ciclista              | CON                                 | Tempo   | Dif.   |
| ----------------- | --------------------- | ----------------------------------- | ------- | ------ |
| Medalha de ouro   | Lauren Stephens       | USA Estados Unidos                  | 2:51.05 |        |
| Medalha de prata  | Miryam Núñez          | ECU Equador                         | 2:52.29 | +1:24  |
| Medalha de bronze | Agua Marina Espínola  | PAR Paraguai                        | 2:52.29 | +1:24  |
| 4                 | Ana Vitória Magalhães | BRA Brasil                          | 2:53:14 | +2:09  |
| 5                 | Arlenis Sierra        | CUB Cuba                            | 2:53.35 | +2:30  |
| 6                 | Kristen Faulkner      | USA Estados Unidos                  | 2:53.35 | +2:30  |
| 7                 | Catalina Soto         | CHI Chile                           | 2:53.35 | +2:30  |
| 8                 | Paula Patiño          | COL Colômbia                        | 2:53.36 | +2:31  |
| 9                 | Andrea Ramírez        | MEX México                          | 2:53.36 | +2:31  |
| 10                | Marcela Prieto        | MEX México                          | 2:53.37 | +2:32  |
| 11                | Jasmín Soto           | EAI Equipe de Atletas Independentes | 2:53.37 | +2:32  |
| 12                | Lilibeth Chacón       | VEN Venezuela                       | 2:53.37 | +2:32  |
| 13                | Adèle Normand         | CAN Canadá                          | 2:53.38 | +2:33  |
| 14                | Diana Peñuela         | COL Colômbia                        | 2:54.26 | +3:21  |
| 15                | Karla Vallejos        | CHI Chile                           | 2:54.26 | +3:21  |
| 16                | Aranza Villalón       | CHI Chile                           | 2:54.27 | +3:22  |
| 17                | Andrea Alzate         | COL Colômbia                        | 2:54.56 | +3:51  |
| 18                | Ana Paula Polegatch   | BRA Brasil                          | 2:54.56 | +3:51  |
| 19                | Lina Hernández        | COL Colômbia                        | 2:54.58 | +3:53  |
| 20                | Yareli Acevedo        | MEX México                          | 2:58.59 | +7:54  |
| 21                | Ruby West             | CAN Canadá                          | 3:00.22 | +9:17  |
| 22                | Lizbeth Salazar       | MEX México                          | 3:00.23 | +9:18  |
| 23                | Wilmarys Moreno       | VEN Venezuela                       | 3:00.24 | +9:19  |
| 24                | Maribel Aguirre       | ARG Argentina                       | 3:00.24 | +9:19  |
| 25                | Agustina Reyes        | URU Uruguai                         | 3:00.24 | +9:19  |
| 26                | Milagro Mena          | CRC Costa Rica                      | 3:00.26 | +9:21  |
| 27                | Andisabel Luque       | VEN Venezuela                       | 3:05.40 | +14:35 |
| 28                | Ana Paula Casetta     | BRA Brasil                          | 3:05.40 | +14:35 |
| 29                | Claudia Baró          | CUB Cuba                            | 3:05.40 | +14:35 |
| 30                | Talita Oliveira       | BRA Brasil                          | 3:07.10 | +16:05 |
| 31                | Paola Muñoz           | CHI Chile                           | 3:07.20 | +16:15 |
| 32                | Yendry Quesada        | CRC Costa Rica                      | 3:13.41 | +22:36 |
| 33                | Flor Espiritusanto    | DOM República Dominicana            | 3:17.34 | +26:29 |
|                   | Devaney Collier       | CAN Canadá                          | DNF     |        |
|                   | Irma Greve            | ARG Argentina                       | DNF     |        |
|                   | Angie González        | VEN Venezuela                       | DNS     |        |
|                   | Ngaire Barraclough    | CAN Canadá                          | DNS     |        |